# Непеїна
Непе́їна (рос. Непеина) — присілок у складі Талицького міського округу Свердловської області.
Населення — 99 осіб (2010, 124 у 2002).
Національний склад станом на 2002 рік: росіяни — 98 %.